# Nor-Am Cup 1985
La Nor-Am Cup 1985 fu la 10ª edizione della manifestazione organizzata dalla Federazione Internazionale Sci.
In campo maschile lo statunitense Felix McGrath si aggiudicò sia la classifica generale, sia quella di slalom speciale; il canadese Brian Stemmle vinse quella di discesa libera, l'austriaco Hubert Schweighofer quella di slalom gigante. Lo statunitense Tiger Shaw era il detentore uscente della Coppa generale.
In campo femminile la svedese Catharina Glassér-Bjerner si aggiudicò sia la classifica generale, sia quella di slalom gigante; la canadese Kellie Casey vinse quella di discesa libera, l'austriaca Ida Ladstätter quella di slalom speciale. La statunitense Eva Twardokens era la detentrice uscente della Coppa generale.

## Uomini

### Classifiche

#### Generale
| Pos. | Nome                | Nazione     | Punti |
| ---- | ------------------- | ----------- | ----- |
| 1    | Felix McGrath       | Stati Uniti | 184   |
| 2    | Hubert Schweighofer | Austria     | 177   |
| 3    | Gerhard Lieb        | Austria     | 155   |

#### Discesa libera
| Pos. | Nome          | Nazione     | Punti |
| ---- | ------------- | ----------- | ----- |
| 1    | Brian Stemmle | Canada      | 79    |
| 2    | Andy Chambers | Stati Uniti | 60    |
| 3    | Daniel Moar   | Canada      | 40    |

#### Slalom gigante
| Pos. | Nome                | Nazione | Punti |
| ---- | ------------------- | ------- | ----- |
| 1    | Hubert Schweighofer | Austria | 105   |
| 2    | Gerhard Lieb        | Austria | 95    |
| 3    | Konrad Walk         | Austria | 94    |

#### Slalom speciale
| Pos. | Nome          | Nazione     | Punti |
| ---- | ------------- | ----------- | ----- |
| 1    | Felix McGrath | Stati Uniti | 120   |
| 2    | Dan Stripp    | Stati Uniti | 76    |
| 3    | Cory Carlson  | Stati Uniti | 73    |

## Donne

### Classifiche

#### Generale
| Pos. | Nome                      | Nazione | Punti |
| ---- | ------------------------- | ------- | ----- |
| 1    | Catharina Glassér-Bjerner | Svezia  | 160   |
| 2    | Ida Ladstätter            | Austria | 140   |
| 3    | Monica Äijä               | Svezia  | 130   |

#### Discesa libera
| Pos. | Nome           | Nazione     | Punti |
| ---- | -------------- | ----------- | ----- |
| 1    | Kellie Casey   | Canada      | 55    |
| 2    | Sondra Van Ert | Stati Uniti | 47    |
| 3    | Pam Fletcher   | Stati Uniti | 45    |

#### Slalom gigante
| Pos. | Nome                      | Nazione | Punti |
| ---- | ------------------------- | ------- | ----- |
| 1    | Catharina Glassér-Bjerner | Svezia  | 100   |
| 2    | Kerrin Lee-Gartner        | Canada  | 74    |
| 3    | Monica Äijä               | Svezia  | 65    |

#### Slalom speciale
| Pos. | Nome           | Nazione | Punti |
| ---- | -------------- | ------- | ----- |
| 1    | Ida Ladstätter | Austria | 80    |
| 2    | Adelheid Gapp  | Austria | 72    |
| 3    | Manuela Rüf    | Austria | 65    |